# Ordenanza (cristianismo)
Una ordenanza es un rito simbólico en el cristianismo evangélico.

## Doctrina
En las iglesias del cristianismo evangélico, adhiriéndose a la doctrina de la Iglesia de creyentes, las dos ordenanzas practicadas son el bautismo del creyente (por inmersión en agua) y la comunión. Tienen un significado simbólico solamente, a diferencia de los sacramentos en otras iglesias cristianas que son vistos como un medio para obtener  gracia de Dios. Algunas denominaciones bautistas y pentecostales también practican el lavatorio de los pies como una tercera ordenanza.